# برانسون پولتیه
برانسون پولتیه (انگلیسی: Bronson Pelletier؛ زادهٔ ۳۱ دسامبر ۱۹۸۶) یک هنرپیشه اهل کانادا است.
از فیلم‌ها یا برنامه‌های تلویزیونی که وی در آن نقش داشته است می‌توان به گرگ و میش: سپیده‌دم - قسمت دوم اشاره کرد.